# Junioren-Weltmeisterschaften im Rudern 2012
Die Junioren-Weltmeisterschaften im Rudern 2012 fanden vom 15. bis 19. August 2012 in Plowdiw in Bulgarien statt. Die Wettbewerbe wurden auf dem Ruderkanal Plowdiw ausgetragen.
Bei den Meisterschaften wurden 13 Wettbewerbe ausgetragen, davon sieben für Jungen und sechs für Mädchen.
Teilnahmeberechtigt war eine Mannschaft je Wettbewerbsklasse aus allen Mitgliedsverbänden des Weltruderverbandes. Eine Qualifikationsregatta existierte nicht.

## Ergebnisse
Hier sind die Medaillengewinner aus den A-Finals aufgelistet. Diese waren mit sechs Booten besetzt, die sich über Vor- und Hoffnungsläufe sowie Viertel- und Halbfinals für das Finale qualifizieren mussten. Die Streckenlänge betrug in allen Läufen 2000 Meter.

### Junioren
| Bootsklasse                   | Gold | Gold    | Silber | Silber  | Bronze | Bronze  |
| ----------------------------- | --- | ------- | --- | ------- | --- | ------- |
| Einer (JM1x)                  | Tschechien Michal Plocek | 7:03,47 | Slowenien Jernej Markovc | 7:09,01 | Volksrepublik China Li Ganggang | 7:10,60 |
| Doppelzweier (JM2x)           | Deutschland Kai Fuhrmann Ole Daberkow | 6:32,96 | Lettland Kriss Kalnins Gints Zunde | 6:35,31 | Volksrepublik China Damien Tollardo Barnabé Delarze | 6:37,88 |
| Doppelvierer (JM4x)           | Italien Davide Mumolo Andrea Crippa Tiziano Evangelisti Luca Rambaldi                                                                                         | 5:54,34 | Ukraine Mykila Mazur Vladyslav Gavrylyuk Heorhii Verteletskyi Roman Matviychuk                                                                                    | 5:57,22 | Rumänien Marian-Florian Enache Nicu-Ionut Bocancea Laurentiu-Marian Colceag Florin-Aurelian Buznean                                                                    | 5:58,83 |
| Zweier ohne Steuermann (JM2-) | Rumänien Neculai Aniculesei Dumitru Mariuc | 6:47,71 | Griechenland Michail Kouskouridas Athanasios Tsialios | 6:49,51 | Serbien Igor Loncarevic Andrija Sljukic | 6:50,99 |
| Vierer ohne Steuermann (JM4-) | Italien Stefano Oppo Alberto Di Seyssel Lorenzo Pietra Caprina Paolo Di Girolamo                                                                              | 6:12,43 | Rumänien Pavel-Iulian Buiciac Alexandru-Cosmin Macovei Danut-Viorel Rusu Cristian Ivascu                                                                          | 6:12,44 | Deutschland Leonard Stellberg Jakob Schneider Johannes Weißenfeld Alexander Usen                                                                                       | 6:14,98 |
| Vierer mit Steuermann (JM4+)  | Neuseeland Thomas Murray Michael Brake Cameron Webster Thomas Jenkins Sam Bosworth (Stm.)                                                                     | 6:26,67 | Deutschland Thomas Matzat Leonard Schmitz Ole Schwiethal Max Backmann Sebastian Müller (Stm.)                                                                     | 6:28,92 | Serbien Bojan Dosljak Aleksandar Marinkovski Aleksandar Bedik Aleksa Stankovic Mateja Josic (Stm.)                                                                     | 6:30,02 |
| Achter (JM8+)                 | Italien Guglielmo Carcano Matteo Borsini Giovanni Abagnale Niccolo Pagani Luca Lovisolo Pietro Zileri Matteo Lodo Alessandro Mansutti Enrico D’Aniello (Stm.) | 5:47,84 | Deutschland Frederic Aurin Maximilian Korge Theo Kessner Matthias Hörnschemeyer Til-Malte Wodrich Malte Daberkow Jan Kruppa Finn Knüppel Florian Harsdorff (Stm.) | 5:49,55 | Vereinigtes Königreich Charles Shaw Titus Morley Eduardo Munno Thomas George Callum Jones Oliver Wynne-Griffith Matthew Benstead Thomas Marshall Edward Henshaw (Stm.) | 5:50,28 |

### Juniorinnen
| Bootsklasse                   | Gold | Gold    | Silber | Silber  | Bronze | Bronze  |
| ----------------------------- | --- | ------- | --- | ------- | --- | ------- |
| Einer (JW1x)                  | Deutschland Anne Beenken | 7:55,52 | Südafrika Jenienne Curr | 7:59,48 | Rumänien Laura Oprea | 8:04,25 |
| Doppelzweier (JW2x)           | Litauen Milda Valčiukaitė Ieva Adomaviciute | 7:18,80 | Rumänien Ionela-Livia Lehaci Andreea Asoltanei | 7:23,47 | Deutschland Julia Leiding Carlotta Nwajide | 7:24,52 |
| Doppelvierer (JW4x)           | Rumänien Andreea-Mihaela Tataru Maricela-Dorina Otea Viviana-Iuliana Bejinariu Ioana Vrînceanu                                                                           | 6:42,70 | Vereinigte Staaten Rosemary Grinalds Elizabeth Sharis Alexandra Zadravec Cicely Madden                                                                                    | 6:45,05 | Neuseeland Nathalie Hill Ruby Tew Hannah Osborne Zoe McBride | 6:47,62 |
| Zweier ohne Steuerfrau (JW2-) | Italien Serena Lo Bue Giorgia Lo Bue | 7:42,46 | Vereinigte Staaten Christine Cavallo Kathryn Brown | 7:47,32 | Griechenland Styliani Koumpli Aikaterini Kalamara | 7:49,51 |
| Vierer ohne Steuerfrau (JW4-) | Volksrepublik China Wang Xiaoqin Gu Yuanyuan Qu Shuang Cui Xiaotong | 6:53,10 | Vereinigte Staaten Ruth Narode Deidre Fitzpatrick Georgia Ratcliff Kendall Chase                                                                                          | 6:56,44 | Neuseeland Kelsi Walters Sophie Shingleton Johannah Kearney Holly Greenslade                                                                                    | 7:01,36 |
| Achter (JW8+)                 | Rumänien Gianina-Elena Beleagă Elena Turta Alina Ligia Pop Iuliana Popa Ana-Maria Boca Denisa-Maria Albu Mihaela-Teodora Berindei Giorgiana Cucu Georgiana Danciu (Stf.) | 6:34,98 | Vereinigte Staaten Joanna Mulvey Carolina Ratcliff Mackenzie Bartz Claire Collins Sylvie Sallquist Mia Croonquist Caroline Hart Eliza Spillsbury Amanda Rutherford (Stf.) | 6:37,44 | Italien Serena Lo Bue Silvia Terrazzi Beatrice Arcangiolini Ilaria Broggini Ludovica Lucidi Chiara Ondoli Sandra Celoni Giorgia Lo Bue Federica Cesarini (Stf.) | 6:41,78 |

## Medaillenspiegel
| Platz | Land                   | Gold | Silber | Bronze | Gesamt |
| ----- | ---------------------- | ---- | ------ | ------ | ------ |
| 1     | Italien                | 4    |        | 1      | 5      |
| 2     | Rumänien               | 3    | 2      | 2      | 7      |
| 3     | Deutschland            | 2    | 2      | 2      | 6      |
| 4     | Neuseeland             | 1    |        | 2      | 3      |
| 5     | Volksrepublik China    | 1    |        | 1      | 2      |
| 6     | Tschechien             | 1    |        |        | 1      |
| 6     | Litauen                | 1    |        |        | 1      |
| 8     | Vereinigte Staaten     |      | 4      |        | 4      |
| 9     | Griechenland           |      | 1      | 1      | 2      |
| 10    | Lettland               |      | 1      |        | 1      |
| 10    | Südafrika              |      | 1      |        | 1      |
| 10    | Slowenien              |      | 1      |        | 1      |
| 10    | Ukraine                |      | 1      |        | 1      |
| 14    | Serbien                |      |        | 2      | 2      |
| 15    | Vereinigtes Königreich |      |        | 1      | 1      |
| 15    | Schweiz                |      |        | 1      | 1      |
| Summe | Summe                  | 13   | 13     | 13     | 39     |